# Nati nel 1930/Maggio
| Questa pagina contiene informazioni ricavate automaticamente dalle voci biografiche con l'ausilio del template Bio e di un bot. L'aggiornamento è periodico e automatico e ricostruisce completamente la pagina. Se manca una persona in questa lista, sei pregato di non aggiungerla, ma accertati piuttosto che la sua voce biografica contenga il template Bio e che i dati anagrafici siano correttamente compilati. Se il template Bio manca, inseriscilo tu stesso o, in alternativa, metti l'avviso {{tmp\|Bio}} che ne segnala la mancanza. Se i dati riportati sono sbagliati, correggi direttamente la voce biografica; le modifiche saranno visibili in questa lista entro pochi giorni. Per chiarimenti vedi il progetto biografie. La lista contiene solo le 203 persone che sono citate nell'enciclopedia e per le quali è stato implementato correttamente il template Bio. Pagina aggiornata al 18 ago 2025. |

- 1º maggio - Ethel Ayler, attrice statunitense († 2018)
- 1º maggio - Félix Antonio Benegas, ex calciatore paraguaiano
- 1º maggio - Paul Benioff, fisico statunitense († 2022)
- 1º maggio - Francesco Di Caro, politico italiano
- 1º maggio - Virgilio Gaito, avvocato italiano
- 1º maggio - Davor Grčić, calciatore jugoslavo († 2012)
- 1º maggio - John Hirsch, regista teatrale ungherese († 1989)
- 1º maggio - Little Walter, armonicista, chitarrista e cantante statunitense († 1968)
- 1º maggio - Norbert Kückelmann, regista e sceneggiatore tedesco († 2017)
- 1º maggio - Ollie Matson, velocista e giocatore di football americano statunitense († 2011)
- 1º maggio - David Matza, sociologo e criminologo statunitense († 2018)
- 1º maggio - Mario Pinzauti, regista e sceneggiatore italiano († 2010)
- 1º maggio - Ugo Stornaiolo, scrittore, giornalista e ingegnere italiano († 2024)
- 1º maggio - Norman G. Thomas, astronomo statunitense († 2020)
- 2 maggio - John Anglin, criminale statunitense
- 2 maggio - Vesna Bugarski, architetto jugoslavo († 1992)
- 2 maggio - Carlos González Gallo, cestista uruguaiano († 2018)
- 2 maggio - Yoram Kaniuk, scrittore israeliano († 2013)
- 2 maggio - Marco Pannella, politico e attivista italiano († 2016)
- 2 maggio - Eugenio Tarabini, politico italiano († 2018)
- 3 maggio - Juan Gelman, poeta, scrittore e giornalista argentino († 2014)
- 3 maggio - Luce Irigaray, filosofa, psicoanalista e linguista belga
- 3 maggio - Armando Segato, calciatore e allenatore di calcio italiano († 1973)
- 3 maggio - Yvonne Sherman, pattinatrice artistica su ghiaccio statunitense († 2005)
- 4 maggio - Katherine Jackson, statunitense
- 4 maggio - Bill Eyden, musicista, compositore e batterista britannico († 2004)
- 4 maggio - Bobby Martin, arrangiatore, compositore e produttore discografico statunitense († 2016)
- 4 maggio - Richard Nelson, economista statunitense († 2025)
- 4 maggio - Roberta Peters, soprano statunitense († 2017)
- 4 maggio - Umberto Zanetti, pittore e artista italiano († 2025)
- 5 maggio - Leonid Ivanovič Abalkin, economista e politico russo († 2011)
- 5 maggio - Michael Adams, aviatore e astronauta statunitense († 1967)
- 5 maggio - Ati Soss, avvocato e compositore sloveno († 1986)
- 6 maggio - Philippe Beaussant, musicologo e scrittore francese († 2016)
- 6 maggio - David Carpenter, serial killer statunitense
- 6 maggio - Mordechai Gur, generale e politico israeliano († 1995)
- 6 maggio - Enzo Menicucci, missionario italiano († 1968)
- 6 maggio - Fatima Robin's, cantante e circense tedesca († 2016)
- 6 maggio - Gino Scevarolli, politico italiano († 2017)
- 6 maggio - Gianni Usvardi, giornalista e politico italiano († 2008)
- 7 maggio - Igor' Bezrodnyj, violinista, direttore d'orchestra e insegnante sovietico († 1997)
- 7 maggio - Horst Bienek, scrittore e poeta tedesco († 1990)
- 7 maggio - Giuseppe Cannata, politico italiano († 1990)
- 7 maggio - Carlo Cataneo, attore e doppiatore italiano († 2005)
- 7 maggio - José Romão Dimas, calciatore portoghese († 2007)
- 7 maggio - Italo Kuhne, giornalista e avvocato italiano († 2001)
- 7 maggio - Anatolij Ivanovič Luk'janov, politico e scrittore sovietico († 2019)
- 7 maggio - Babe Parilli, giocatore di football americano statunitense († 2017)
- 7 maggio - Donato Sabato, ingegnere e dirigente pubblico italiano († 2016)
- 7 maggio - Charles Stephen, hockeista su prato indiano († 2002)
- 8 maggio - Doug Atkins, giocatore di football americano statunitense († 2015)
- 8 maggio - Bruno De Filippi, musicista e compositore italiano († 2010)
- 8 maggio - Heather Harper, soprano britannico († 2019)
- 8 maggio - David Herlihy, storico statunitense († 1991)
- 8 maggio - Marvin March, scenografo statunitense († 2022)
- 8 maggio - Gary Snyder, poeta, ambientalista e saggista statunitense
- 8 maggio - Marija Šubina, canoista sovietica († 2025)
- 9 maggio - Alicia Appleman-Jurman, scrittrice e superstite dell'Olocausto polacca († 2017)
- 9 maggio - Ezio Bardelli, calciatore italiano († 2018)
- 9 maggio - Bob Brown, pilota motociclistico australiano († 1960)
- 9 maggio - Corrado Carnevale, ex magistrato italiano
- 9 maggio - Elena Lagadinova, agronoma e politica bulgara († 2017)
- 9 maggio - Vincenzo Musolino, attore e regista italiano († 1969)
- 9 maggio - Ələkbər Məmmədov, allenatore di calcio e calciatore sovietico († 2014)
- 9 maggio - Claude Sylvain, attrice francese († 2005)
- 10 maggio - Joel Lebowitz, fisico e matematico statunitense
- 10 maggio - Fernand Picot, ciclista su strada francese († 2017)
- 10 maggio - Mel Sembler, politico, diplomatico e imprenditore statunitense († 2023)
- 10 maggio - Ferdinando Sguerri, ufficiale italiano
- 10 maggio - George Elwood Smith, fisico statunitense († 2025)
- 10 maggio - Pat Summerall, giocatore di football americano e conduttore televisivo statunitense († 2013)
- 11 maggio - Kamau Brathwaite, poeta barbadiano († 2020)
- 11 maggio - Edsger Dijkstra, informatico olandese († 2002)
- 11 maggio - Stanley Elkin, scrittore statunitense († 1995)
- 11 maggio - Per Knudsen, allenatore di calcio e calciatore norvegese († 2006)
- 11 maggio - Roland Korn, architetto tedesco
- 11 maggio - Gordon Langford, compositore e arrangiatore inglese († 2017)
- 11 maggio - Loretta Montemaggi, politica italiana († 2007)
- 11 maggio - Edoardo Orlando, ex calciatore italiano
- 11 maggio - Stefan Wójcik, cestista polacco († 1984)
- 12 maggio - Gaetano Allotta, saggista italiano
- 12 maggio - Elso Cruciani, arbitro di calcio italiano († 1988)
- 12 maggio - Vincenzo Filippone-Thaulero, filosofo, sociologo e poeta italiano († 1972)
- 12 maggio - Jesús Franco, regista, sceneggiatore e attore spagnolo († 2013)
- 12 maggio - Patricia McCormick, tuffatrice statunitense († 2023)
- 12 maggio - Mazisi Kunene, scrittore e poeta sudafricano († 2006)
- 12 maggio - Bill Pataky, cestista canadese († 2004)
- 12 maggio - Mogens von Gadow, attore, doppiatore e regista teatrale tedesco
- 13 maggio - Sammy Baird, calciatore e allenatore di calcio scozzese († 2010)
- 13 maggio - Rico Bianchi, canottiere svizzero († 2025)
- 13 maggio - Giuseppe Di Falco, vescovo cattolico italiano
- 13 maggio - Adelaide Foti, attrice e regista italiana († 2014)
- 13 maggio - Mike Gravel, politico statunitense († 2021)
- 13 maggio - José Jiménez Lozano, scrittore e poeta spagnolo († 2020)
- 13 maggio - Emilio Laguna, attore spagnolo
- 13 maggio - Manuel Marulanda Vélez, guerrigliero colombiano († 2008)
- 13 maggio - Vernon Shaw, politico dominicense († 2013)
- 14 maggio - Bruno Ambrosi, giornalista e politico italiano († 2014)
- 14 maggio - Ali Ammar, rivoluzionario algerino († 1957)
- 14 maggio - Emmanuel Anati, archeologo italiano
- 14 maggio - James Beck, storico dell'arte statunitense († 2007)
- 14 maggio - María Irene Fornés, drammaturga cubana († 2018)
- 14 maggio - Gary Glick, giocatore di football americano statunitense († 2015)
- 14 maggio - Bonifácio José Tamm de Andrada, politico brasiliano († 2021)
- 15 maggio - Nino Cassani, scultore italiano († 2017)
- 15 maggio - Jasper Johns, pittore e scultore statunitense
- 15 maggio - Grace Ogot, scrittrice e politica keniota († 2015)
- 16 maggio - Gian Luigi Berti, politico e avvocato sammarinese († 2014)
- 16 maggio - Romano Bettarello, rugbista a 15 italiano († 2005)
- 16 maggio - Paolo Bozzi, psicologo, filosofo e musicista italiano († 2003)
- 16 maggio - Juan Calzadilla, poeta, pittore e critico d'arte venezuelano († 2025)
- 16 maggio - Carolyn Conwell, attrice statunitense († 2012)
- 16 maggio - Friedrich Gulda, pianista e compositore austriaco († 2000)
- 17 maggio - Fabiano Fabiani, dirigente d'azienda, dirigente pubblico e giornalista italiano
- 17 maggio - Alfons Lütke-Westhues, cavaliere tedesco († 2004)
- 17 maggio - Tony Corinda, illusionista britannico († 2010)
- 17 maggio - Edmondo Tieghi, attore italiano († 2004)
- 18 maggio - Paolo Bedeschi, chirurgo italiano
- 18 maggio - Dennis Evans, calciatore inglese († 2000)
- 18 maggio - Don Lind, astronauta statunitense († 2022)
- 18 maggio - Fred Saberhagen, autore di fantascienza statunitense († 2007)
- 18 maggio - Serafino Sprovieri, arcivescovo cattolico italiano († 2018)
- 18 maggio - Mike Zwerin, trombonista, trombettista e scrittore statunitense († 2010)
- 19 maggio - Alexander Allerson, attore cinematografico tedesco
- 19 maggio - Mario Birardi, politico italiano († 2022)
- 19 maggio - Leonid Vladimirovič Charitonov, attore sovietico († 1987)
- 19 maggio - Antonio Cifariello, attore italiano († 1968)
- 19 maggio - Lorraine Hansberry, scrittrice e drammaturga statunitense († 1965)
- 19 maggio - Rudolf Emil Kálmán, ingegnere e matematico statunitense († 2016)
- 19 maggio - Jean-Louis de Rambures, giornalista, scrittore e traduttore francese († 2006)
- 19 maggio - Piero Schlesinger, giurista e banchiere italiano († 2020)
- 20 maggio - Milič Blahout, alpinista cecoslovacco († 1978)
- 20 maggio - Yiya Murano, serial killer argentina († 2014)
- 20 maggio - Gioacchino Busin, fondista italiano († 2008)
- 20 maggio - Carl-Erik Eriksson, bobbista svedese († 2023)
- 20 maggio - Petrit Kumi, fotografo albanese
- 20 maggio - Yasushi Nagao, fotografo giapponese († 2009)
- 20 maggio - Alberto Pellegrino, schermidore e dirigente sportivo italiano († 1996)
- 20 maggio - Miguel Seijas, ex canottiere uruguaiano
- 20 maggio - Mate Trojanović, canottiere jugoslavo († 2015)
- 20 maggio - Massimiliano Vajro, giornalista e scrittore italiano († 2003)
- 21 maggio - Pietro Battaglia, politico italiano († 2004)
- 21 maggio - Egle Becchi, pedagogista e storica italiana († 2022)
- 21 maggio - Paola Bernardi, musicologa e clavicembalista italiana († 1999)
- 21 maggio - Antonia Ciasca, archeologa italiana († 2001)
- 21 maggio - Cyrus Elias, attore statunitense († 2013)
- 21 maggio - Malcolm Fraser, politico australiano († 2015)
- 21 maggio - Gianni Ghidini, ciclista su strada italiano († 1995)
- 21 maggio - Kesang Choden, regina bhutanese
- 21 maggio - Jim Neal, cestista statunitense († 2011)
- 21 maggio - Lucio Pisani, poeta e politico italiano († 2018)
- 21 maggio - Giuseppe Ruzzolini, direttore della fotografia italiano († 2007)
- 21 maggio - Jack Taylor, arbitro di calcio inglese († 2012)
- 21 maggio - Stanley Wells, critico letterario e anglista britannico
- 22 maggio - Kenny Ball, trombettista e cantante britannico († 2013)
- 22 maggio - Thomas Braut, attore e doppiatore tedesco († 1979)
- 22 maggio - Marisol Escobar, scultrice francese († 2016)
- 22 maggio - Max Kuatty, artista, pittore e scultore italiano († 2011)
- 22 maggio - Harvey Milk, politico statunitense († 1978)
- 22 maggio - Bernardo Sanlorenzo, politico italiano († 2020)
- 22 maggio - Gianfranco Sobrero, ciclista su strada italiano († 2008)
- 23 maggio - Renzo Antoniazzi, politico e sindacalista italiano († 2005)
- 23 maggio - Richard Anuszkiewicz, pittore statunitense († 2020)
- 23 maggio - Michel Deguy, scrittore, poeta e filosofo francese († 2022)
- 23 maggio - Elena Lipizer, pianista italiana († 2017)
- 23 maggio - Aleksandar Matanović, scacchista serbo († 2023)
- 23 maggio - Kiril Semov, cestista e allenatore di pallacanestro bulgaro († 2001)
- 23 maggio - Vitalij Jakovlevič Vul'f, storico e traduttore russo († 2011)
- 24 maggio - Enzo Chiomenti, fumettista italiano († 2024)
- 24 maggio - Franco Crespi, sociologo italiano († 2022)
- 24 maggio - Matthew Meselson, genetista statunitense
- 24 maggio - Sergio Pison, calciatore e allenatore di calcio italiano († 1995)
- 25 maggio - Ragnar Rygel, hockeista su ghiaccio e calciatore norvegese († 1999)
- 25 maggio - Sonia Rykiel, stilista e scrittrice francese († 2016)
- 26 maggio - Paolo Bettolini, ex calciatore italiano
- 26 maggio - Franco Danova, calciatore italiano († 2002)
- 26 maggio - Adel Theodor Khoury, teologo libanese († 2023)
- 26 maggio - Sivuca, polistrumentista, compositore e arrangiatore brasiliano († 2006)
- 27 maggio - John Barth, scrittore statunitense († 2024)
- 27 maggio - Guido Brunner, diplomatico e politico tedesco († 1997)
- 27 maggio - Ed Longfellow, cestista statunitense († 1993)
- 27 maggio - Madeleine Ouellette-Michalska, scrittrice canadese
- 27 maggio - Adelmo Prenna, allenatore di calcio e calciatore italiano († 2008)
- 27 maggio - Eino Tamberg, compositore estone († 2010)
- 28 maggio - Frank Drake, astronomo e astrofisico statunitense († 2022)
- 28 maggio - Mark Owen Lee, latinista, musicologo e saggista statunitense († 2019)
- 28 maggio - Enrico Pratesi, calciatore italiano († 2014)
- 28 maggio - Pat Saiki, politica e insegnante statunitense
- 28 maggio - Edward Seaga, politico giamaicano († 2019)
- 29 maggio - Filippo Albertoni, pittore e litografo italiano († 2011)
- 29 maggio - Asbjørn Hansen, calciatore norvegese († 2017)
- 29 maggio - Francesco Ricci, presbitero italiano († 1991)
- 29 maggio - Francis Gerard Thomas, vescovo cattolico britannico († 1988)
- 30 maggio - Giovanni Campus, poeta italiano († 2019)
- 30 maggio - Pavel Nikonov, pittore, grafico e insegnante russo
- 30 maggio - Luigi Ramponi, generale e politico italiano († 2017)
- 30 maggio - Robert Ryman, artista statunitense († 2019)
- 31 maggio - Gary Brandner, scrittore statunitense († 2013)
- 31 maggio - Clint Eastwood, attore, regista e produttore cinematografico statunitense
- 31 maggio - Paul L. Maier, storico, scrittore e religioso statunitense († 2025)
- 31 maggio - Frank Shakespeare, ex canottiere statunitense
- 31 maggio - Elaine Stewart, attrice e modella statunitense († 2011)
- 31 maggio - Ruslan Stratonovič, fisico, ingegnere e matematico russo († 1997)